# Sun Dan (gymnastique)
Pour les articles homonymes, voir Sun et Sun Dan.
Dans ce nom chinois, le nom de famille, Sun, précède le nom personnel.
Sun Dan (née le 4 septembre 1986 dans la province du Liaoning) est une gymnaste rythmique chinoise.

## Biographie
Sun Dan remporte aux Jeux olympiques d'été de 2008 à Pékin la médaille d'argent par équipe avec Chou Tao, Lu Yuanyang, Cai Tongtong, Sui Jianshuang et Zhang Shuo.

## Palmarès

### Jeux olympiques
- Pékin 2008
  -  médaille d'argent par équipe.